# Страшные сказки (телесериал)
«Стра́шные ска́зки», «Грошо́вые у́жасы», «Ужасы по дешёвке» или «Бульва́рные ужасы» (англ. Penny dreadful) — американско-британский телесериал в жанре триллера, хоррора и фэнтези, созданный для телеканала Showtime. Основателем и сценаристом проекта стал Джон Логан, который также выступил в качестве продюсера вместе с Сэмом Мендесом. Название телешоу отсылает к популярной в Британии в 19-м веке разновидности дешёвой художественной литературы, эксплуатировавшей криминальную и мистическую тематику (см. (англ.)). В сериале фигурируют различные персонажи фольклорных ужасов: вампиры, оборотни, ведьмы, живые мертвецы.

## Сюжет
Действие сериала разворачивается в викторианской Англии. Прославленный путешественник лорд Малкольм Мюррей тайно собирает людей особых талантов, чтобы они помогли найти его дочь Мину, похищенную зловещим Хозяином. В этой эксцентричной команде «самая загадочная девушка Лондона» мисс Ванесса Айвз, являющаяся очень сильным экстрасенсом, американец Итан Чандлер, зарекомендовавший себя как искусный стрелок, и юный гений медицины, анатом Виктор Франкенштейн. У каждого из героев есть свои страшные секреты, но самым жутким оказывается зло, которое они встречают в трущобах и закоулках Лондона.

## В ролях
| Таблица присутствия актёров в сезонах | Таблица присутствия актёров в сезонах | Таблица присутствия актёров в сезонах | Таблица присутствия актёров в сезонах | Таблица присутствия актёров в сезонах | Таблица присутствия актёров в сезонах |
| Актёр                                 | Персонаж                              | Эпизоды                               | Сезоны                                | Сезоны                                | Сезоны                                |
| Актёр                                 | Персонаж                              | Эпизоды                               | 1                                     | 2                                     | 3                                     |
| Основной состав                       | Основной состав                       | Основной состав                       | Основной состав                       | Основной состав                       | Основной состав                       |
| ------------------------------------- | ------------------------------------- | ------------------------------------- | ------------------------------------- | ------------------------------------- | ------------------------------------- |
| Тимоти Далтон                         | Сэр Малкольм Мюррей                   | 25                                    | Регулярно                             | Регулярно                             | Регулярно                             |
| Ева Грин                              | Ванесса Айвз                          | 24                                    | Регулярно                             | Регулярно                             | Регулярно                             |
| Джош Хартнетт                         | Итан Чендлер                          | 24                                    | Регулярно                             | Регулярно                             | Регулярно                             |
| Гарри Тредэвэй                        | Виктор Франкенштейн                   | 24                                    | Регулярно                             | Регулярно                             | Регулярно                             |
| Рори Киннир                           | Создание                              | 22                                    | Регулярно                             | Регулярно                             | Регулярно                             |
| Билли Пайпер                          | Брона Крофт / Лили Франкенштейн       | 20                                    | Регулярно                             | Регулярно                             | Регулярно                             |
| Рив Карни                             | Дориан Грей                           | 18                                    | Регулярно                             | Регулярно                             | Регулярно                             |
| Дэнни Сапани                          | Сембен                                | 17                                    | Регулярно                             | Регулярно                             |                                       |
| Саймон Расселл Бил                    | Фердинанд Лайл                        | 12                                    | Периодически                          | Регулярно                             | Периодически                          |
| Хелен Маккрори                        | Эвелин Пул                            | 11                                    | Периодически                          | Регулярно                             |                                       |
| Пэтти Люпон 1                         | Доктор Сивард                         | 8                                     |                                       |                                       | Регулярно                             |
| Уэс Стьюди                            | Каэтиней                              | 8                                     |                                       |                                       | Регулярно                             |
| Второстепенный состав                 |                                       |                                       |                                       |                                       |                                       |
| Оливия Ллевелин                       | Мина Харкер                           | 10                                    | Периодически                          | Периодически                          |                                       |
| Алекс Прайс                           | Протей                                | 4                                     | Периодически                          | Периодически                          |                                       |
| Роберт Нэйрн                          | Вампир                                | 4                                     | Периодически                          |                                       |                                       |
| Олли Александр                        | Фентон                                | 3                                     | Периодически                          |                                       |                                       |
| Нони Степлтон                         | Глэдис Мюррей                         | 7                                     | Гость                                 | Периодически                          |                                       |
| Грэм Батлер                           | Питер Мюррей                          | 5                                     | Гость                                 | Периодически                          |                                       |
| Алан Армстронг                        | Винсент Бренд                         | 3                                     | Периодически                          |                                       |                                       |
| Ханна Тойнтон                         | Мод Ганнесон                          | 4                                     | Периодически                          |                                       |                                       |
| Гэвин Фоулер                          | Саймон                                | 4                                     | Периодически                          |                                       |                                       |
| Дэвид Уорнер                          | Абрахам Ван Хельсинг                  | 2                                     | Периодически                          |                                       |                                       |
| Стивен Лорд                           | Уоррен Попер                          | 6                                     | Гость                                 | Периодически                          |                                       |
| Сара Грин                             | Геката Пул                            | 13                                    |                                       | Периодически                          | Периодически                          |
| Дуглас Ходж                           | Бартоломью Раск                       | 13                                    |                                       | Периодически                          | Периодически                          |
| Джонни Бошам                          | Анжелика                              | 5                                     |                                       | Периодически                          |                                       |
| Дэвид Хэйг                            | Оскар Путни                           | 5                                     |                                       | Периодически                          |                                       |
| Рут Геммелл                           | Октавия Путни                         | 5                                     |                                       | Периодически                          |                                       |
| Тэмзин Топольски                      | Лавиния Путни                         | 5                                     |                                       | Периодически                          |                                       |
| Ронан Вайберт                         | Сэр Джоффри Хоукс                     | 2                                     |                                       | Периодически                          |                                       |
| Шазад Латиф                           | Доктор Генри Джекил                   | 8                                     |                                       |                                       | Периодически                          |
| Кристиан Камарго                      | Дракула                               | 7                                     |                                       |                                       | Периодически                          |
| Сэмюэл Барнетт                        | Ренфилд                               | 7                                     |                                       |                                       | Периодически                          |
| Джессика Барден                       | Жюстина                               | 6                                     |                                       |                                       | Периодически                          |
| Брайан Кокс                           | Джаред Талбот                         | 2                                     |                                       |                                       | Периодически                          |
| Пердита Уикс                          | Катрина Хартдеган                     | 4                                     |                                       |                                       | Периодически                          |

* ↑  Пэтти Люпон исполнила роль Джоан Клейтон в эпизоде «Приходящие в ночи» второго сезона. Эта серия не считается в столбце «эпизоды».

### Основные персонажи
- Сэр Малкольм Мюррей — фанатичный исследователь Африки, потерявший практически всю свою семью при смутных обстоятельствах. Пытается спасти дочь, захваченную силами зла.
- Ванесса Айвз — таинственная, замкнутая девушка с трагическим прошлым. Мисс Айвз одарена способностью общаться с миром потусторонних сил и впускать их в свое тело.
- Итан Чандлер (настоящее имя Итан Лоуренс Тэлбот) — молодой американец, не желающий возвращаться на родину. Чандлер обладает впечатляющими боевыми и оккультными навыками, очень добр и порядочен. Сложный человек, пытающийся казаться проще, чем он есть. Является оборотнем, что почти всегда создаёт ему проблемы.
- Доктор Виктор Франкенштейн — пылкий юноша, увлеченный поэзией и идеей слияния жизни и смерти. Работает обычным патологоанатомом, втайне проводит в своей бедной квартирке гениальные эксперименты.
- Создание — первый эксперимент Франкенштейна, брошенный создателем сразу после «рождения». Существо озлоблено на весь мир, но при этом является тонко чувствующим и романтичным героем. Оставшись без имени, использует псевдоним Джон Клер.
- Брона Крофт — девушка легкого поведения, бегущая от своего тяжелого прошлого. Возлюбленная Итана. Впоследствии — Лили Франкенштейн.
- Дориан Грей — бессмертный и нестареющий харизматичный лондонский франт, бисексуал, вскруживший голову половине города. Любит запретные развлечения и инстинктивно тянется к Ванессе и её товарищам. Бессмертен благодаря заколдованному портрету, на котором уже выглядит практически как зомби.
- Сембен — молчаливый африканский слуга сэра Малкольма, посвященный во все его тайны.
- Фердинанд Лайл — эксцентричный египтолог и специалист по древностям, союзник сэра Малькольма. Скрывает свою гомосексуальность.
- Эвелин Пул — ведьма, профессиональный медиум, также известна как Мадам Кали. Главарь группы ведьм «Nightcomers». Главный антагонист второго сезона.
- Доктор Сивард — врач-психотерапевт, помогающий Ванессе Айвз вылечить депрессию. Родом из Нью-Йорка, откуда уехала после трагических семейных обстоятельств.
- Каэтиней — индеец из племени апачи, связанный тесными узами с Итаном, становится союзником сэра Малькольма.

### Второстепенные персонажи
- Мина Харкер — дочка сэра Малькольма и подруга детства Ванессы Айвз, похищенная силами зла.
- Протей — новое «творение» доктора Франкенштейна, который был назван по имени литературного героя.
- Джоан Клейтон (резница Баллентрийских болот) — ведьма, учительница Ванессы и «сестра» Эвелины Пул. Помогает Ванессе понять себя и учит азам магии.
- Инспектор Голсуорси — сотрудник лондонской полиции.
- Питер Мюррей — сын сэра Малькольма, который погибает в Африке в молодом возрасте, отправляясь туда вместе с отцом.
- Глэдис Мюррей — жена сэра Малькольма, мать Мины и Питера.
- Клэр Айвз — мать Ванессы, поместившая Ванессу в психиатрическую клинику.
- Винсент Бранд — худрук лондонского театра Гран-Гиньоль.
- Мод Ганнесон — актриса театра Гран-Гиньоль, в которую влюбляется Существо.
- доктор Абрахам Ван Хельсинг — врач-гематолог, коллега и учитель доктора Франкенштейна.
- Уоррен Роупер — агент детективного агентства «Пинкертон», нанятый для экстрадиции Итана Чандлера в США.
- Геката Пул — ведьма, старшая дочь Эвелины Пул.
- Бартоломью Раск — инспектор Скотланд-Ярда, расследующий резню в Моряцком трактире.
- Оскар, Октавия и Лавиния Патни — муж, жена и дочь, владельцы лондонского музея восковых фигур, специализирующегося на тематике преступлений и ужасов. Туда устраивается работать Существо.
- Анжелик — таинственная женщина-транссексуал, в которую влюбляется Дориан Грей.
- Дракула — брат Люцифера, павший на Землю и кормящийся кровью. В Лондоне он принимает облик доктора зоологии Александра Свита.
- Генри Джекил — ученый, давний друг Виктора Франкенштейна. Работает в психиатрической клинике Бедлам и проводит эксперименты по подавлению агрессивной стороны психики. Наполовину индус, за что часто подвергается дискриминации.
- Ренфилд — секретарь в кабинете доктора Сьюард, который становится зависим от Дракулы.
- Марджори и Джек — соответственно жена и сын Создания.
- Жюстин — бездомная девушка легкого поведения, которая становится соратницей и единомышленницей Лили.
- Джарет Тэлбот — жестокий американский землевладелец, отец Итана Чэндлера.
- Катриона Хартдеген — специалистка по танатологии и сверхъестественному.

## Производство
В январе 2013 года телеканал Showtime сделал анонс нового мистического триллера под названием Penny Dreadful. Было объявлено, что проектом займутся Сэм Мендес и Джон Логан — создатели фильма «007: Координаты „Скайфолл“». Президент Showtime Дэвид Невинс заявил, что тон сериала будет «очень реалистичным и обоснованным, не таким, как „Дракула“ в исполнении Белы Лугоши». Джон Логан, как ярый поклонник литературных монстров, решил написать сценарий, действие которого происходит в викторианском Лондоне — месте, характерном для обитания большинства вымышленных персонажей мистических триллеров, таких как Виктор Франкенштейн и Дориан Грей.
В мае 2013 года на официальном сайте сериала было объявлено, что первый сезон будет состоять из восьми серий. В это же время испанский режиссёр Хуан Антонио Байона заявил, что он будет работать над двумя первыми сериями сериала, съемки которого начнутся во второй половине сентября 2013 года. Режиссуру третьей и четвёртой серий взяла на себя Дервла Уолш, над пятой и шестой работал Коки Гидройч, а над седьмой и восьмой — Джеймс Хоуз.
Наибольшее количество эпизодов сериала поставили Дэймон Томас (6), Джеймс Хоувс (5), Брайан Кирк (4) и испанский режиссёр Пако Кабесас (4). Хоувс ранее был известен по работе над сериалом «Мерлин» и «Доктором Кто»; Кирк ставил эпизоды «Игры Престолов», «Подпольной Империи» и «Лютера». Дервла Уолш работала над «Тюдорами», «Борджиа» и «Бесстыдниками».
Съемки сериала проходили в Великобритании, но позже, из-за слишком высоких налогов, съемки пришлось продолжить в Дублине и Брее, Ирландия. Съемки начались 7 октября и длились 5 месяцев.
Запуск сериала планировали производить на различных американских и британских телеканалах, но в итоге создатели остановили свой выбор на телеканале Showtime, а британский телеканал Sky Atlantic стал сопродюсером проекта.
Телесериал был представлен на фестивале South by Southwest 9 марта 2014 года, где объявили дату премьерного показа — 11 мая 2014 года. 14 февраля 2014 года Showtime представил первый официальный полноформатный трейлер к телесериалу.
4 июня 2014 года стало известно, что сериал продлён на второй сезон. 16 июня 2015 года шоу было продлено на третий сезон из девяти эпизодов.
После показа финальных эпизодов третьего сезона 19 июня 2016 года, создатель сериала Джон Логан объявил о завершении сериала.
В основном сериал снимался в Лондоне и в Дублине, а также в ирландской глубинке. Сцены путешествия героев по Нью-Мексико снимались в Испании.

## Эпизоды
| Сезон | Сезон | Эпизоды | Оригинальная дата показа | Оригинальная дата показа |
| Сезон | Сезон | Эпизоды | Премьера сезона          | Финал сезона             |
| ----- | ----- | ------- | ------------------------ | ------------------------ |
|       | 1     | 8       | 11 мая 2014              | 29 июня 2014             |
|       | 2     | 10      | 3 мая 2015               | 5 июля 2015              |
|       | 3     | 9       | 1 мая 2016               | 19 июня 2016             |

## Награды и номинации
| Год  | Награда                                      | Категория                                                                                            | Лауреат или номинант                                                             | Итог      |
| ---- | -------------------------------------------- | --- | -------------------------------------------------------------------------------- | --------- |
| 2014 | Выбор телевизионных критиков                 | Самый ожидаемый новый сериал                                                                         | Самый ожидаемый новый сериал                                                     | Победа    |
| 2015 | Спутник                                      | Лучший жанровый сериал                                                                               | Лучший жанровый сериал                                                           | Победа    |
| 2015 | Спутник                                      | Лучшая женская роль в телевизионном сериале — драма                                                  | Ева Грин                                                                         | Номинация |
| 2015 | Спутник                                      | Лучший актёр второго плана в телесериале, мини-сериале или телефильме                                | Рори Киннир                                                                      | Победа    |
| 2015 | 2014 IGN Awards                              | Лучшая телевизионная актриса                                                                         | Ева Грин                                                                         | Победа    |
| 2015 | Общество специалистов по визуальным эффектам | Лучшие визуальные эффекты (за серию «Сеанс»)                                                         | Джеймс Купер, Билл Холлидэй, Сара Макмердо, Lorne Kwechansky                     | Номинация |
| 2015 | Общество специалистов по визуальным эффектам | Outstanding Created Environment in a Commercial, Broadcast Program or Video Game (за серию «Сеанс»)  | Matthew Борретт, Lorne Kwechansky, Грэхэм Дэй, Jason Gougeon                     | Номинация |
| 2015 | Motion Picture Sound Editors                 | Best Sound Editing — Dialogue and ADR for Short Form Television (за серию «Сеанс»)                   | Джейн Таттерсалл, Дэвид Маккаллум, Дейл Шелдрейк                                 | Номинация |
| 2015 | Motion Picture Sound Editors                 | Best Sound Editing — Sound Effects and Foley for Short Form Television (за серию «Компания на ночь») | Джейн Таттерсалл, Ориол Тарраго, Энди Малкольм, Горо Кояма, Дэвид Роуз, Марк Бех | Номинация |
| 2015 | Dorian Awards                                | Campy TV Show of the Year                                                                            | Campy TV Show of the Year                                                        | Номинация |
| 2015 | International Film Music Critics Association | Лучший оригинальный саундтрек для телесериала                                                        | Абель Коженёвский                                                                | Номинация |
| 2015 | Fangoria Chainsaw Awards 2015                | Лучший телесериал                                                                                    | Лучший телесериал                                                                | Номинация |
| 2015 | Fangoria Chainsaw Awards 2015                | Лучший телеактёр                                                                                     | Джош Хартнетт                                                                    | Номинация |
| 2015 | Fangoria Chainsaw Awards 2015                | Лучшая телеактриса                                                                                   | Ева Грин                                                                         | 2-е место |
| 2015 | Fangoria Chainsaw Awards 2015                | Лучший телеактёр второго плана                                                                       | Рори Киннир                                                                      | Номинация |
| 2015 | Fangoria Chainsaw Awards 2015                | Лучшая телеактриса второго плана                                                                     | Билли Пайпер                                                                     | 3-е место |
| 2015 | Fangoria Chainsaw Awards 2015                | Лучший грим                                                                                          | Ник Дадмэн                                                                       | Номинация |
| 2015 | British Academy Television Craft Awards      | Лучший дизайн костюмов                                                                               | Габриэлла Пескуччи                                                               | Номинация |
| 2015 | British Academy Television Craft Awards      | Лучшая работа художника-постановщика                                                                 | Джонатан Маккинстри, Филип Мёрфи                                                 | Победа    |
| 2015 | British Academy Television Craft Awards      | Лучшие титры                                                                                         | Эрик Фридман, Руди Хаймес, Рэй Буррис                                            | Номинация |
| 2015 | British Academy Television Craft Awards      | Лучший макияж                                                                                        | Энцо Мэстрэнтонайо, Ник Дадмэн, Стефано Чеккарелли                               | Победа    |
| 2015 | British Academy Television Craft Awards      | Лучшая оригинальная музыка                                                                           | Абель Коженёвский                                                                | Победа    |
| 2015 | Выбор телевизионных критиков                 | Лучшая женская роль в драматическом сериале                                                          | Ева Грин                                                                         | Номинация |
| 2015 | Creative Arts Emmy Award                     | Лучший макияж для серии («Гранд Гиньоль»)                                                            | Ник Дадмэн, Сарита Эллисон, Барни Николич                                        | Номинация |
| 2015 | Creative Arts Emmy Award                     | Лучшая музыкальная композиция для серии («Ближе, чем сёстры»)                                        | Абель Коженёвский                                                                | Номинация |
| 2015 | Creative Arts Emmy Award                     | Лучшая главная музыкальная тема                                                                      | Абель Коженёвский                                                                | Номинация |
| 2015 | Canadian Cinema Editors                      | Лучший монтаж для серии («Ближе, чем сёстры»)                                                        | Кристофер Дональдсон                                                             | Победа    |
| 2015 | Irish Film & Television Academy              | Лучший режиссёр — Драма                                                                              | Дервла Уолш                                                                      | Номинация |
| 2016 | Спутник                                      | Лучший жанровый сериал                                                                               | Лучший жанровый сериал                                                           | Номинация |
| 2016 | Спутник                                      | Лучшая актриса второго плана в телесериале, мини-сериале или телефильме                              | Хелен Маккрори                                                                   | Номинация |
| 2016 | Золотой глобус                               | Лучшая актриса в драматическом телесериале                                                           | Ева Грин                                                                         | Номинация |
| 2016 | Выбор телевизионных критиков                 | Лучший драматический сериал                                                                          | Лучший драматический сериал                                                      | Номинация |
| 2016 | Выбор телевизионных критиков                 | Лучшая актриса в драматическом телесериале                                                           | Ева Грин                                                                         | Номинация |
| 2016 | Выбор телевизионных критиков                 | Лучшая актриса второго плана в драматическом телесериале                                             | Хелен Маккрори                                                                   | Номинация |
| 2016 | Выбор телевизионных критиков                 | Лучшая приглашенная актриса в драматическом телесериале                                              | Пэтти Люпон                                                                      | Номинация |
| 2016 | Costume Designers Guild                      | Выдающаяся эпоха телесериала                                                                         | Габриэлла Пескуччи                                                               | Номинация |
| 2016 | 2015 IGN Awards                              | Лучший сериал ужасов                                                                                 | Лучший сериал ужасов                                                             | Номинация |
| 2016 | Make-Up Artists and Hair Stylists Guild      | Лучший макияж                                                                                        | Ник Дадмэн, Сарита Эллисон                                                       | Номинация |
| 2016 | Make-Up Artists and Hair Stylists Guild      | Лучший период и/или макияж персонажа                                                                 | Энцо Мэстрэнтонайо, Клэр Ламбе                                                   | Номинация |
| 2016 | Общество специалистов по визуальным эффектам | Лучшие визуальные эффекты (за серию «И они были врагами»)                                            | Джеймс Купер, Билл Холлидэй, Сара Макмердо, Mai-Ling Lee                         | Номинация |
| 2016 | Fangoria Chainsaw Awards 2016                | Лучший телесериал                                                                                    | Лучший телесериал                                                                | Ожидается |
| 2016 | Fangoria Chainsaw Awards 2016                | Лучший телеактёр                                                                                     | Джош Хартнетт                                                                    | Ожидается |
| 2016 | Fangoria Chainsaw Awards 2016                | Лучшая телеактриса                                                                                   | Ева Грин                                                                         | Ожидается |
| 2016 | Fangoria Chainsaw Awards 2016                | Лучший телеактёр второго плана                                                                       | Рори Киннир                                                                      | Ожидается |
| 2016 | Fangoria Chainsaw Awards 2016                | Лучшая телеактриса второго плана                                                                     | Билли Пайпер                                                                     | Ожидается |